# Лісовицька сільська рада
| Лісовицька сільська рада — колишній орган місцевого самоврядування у Таращанському районі Київської області з адміністративним центром у с. Лісовичі. Сільській раді підпорядковані населені пункти: - с. Лісовичі - с. Потоки |

## Склад ради
Рада складалася з 16 депутатів та голови.

### Керівний склад ради
| ПІБ                         | Основні відомості                                                                  | Дата обрання | Дата звільнення |
| --------------------------- | ---------------------------------------------------------------------------------- | ------------ | --------------- |
| Білоус Василь Володимирович | Сільський голова, 1956 року народження, освіта, безпартійний                       | 26.03.2006   | 01.02.2008      |
| Лола Тетяна Іванівна        | Сільський голова, 1958 року народження, освіта, член Соціалістичної партії України | 01.06.2008   | 31.10.2010      |
| Лола Тетяна Іванівна        | Сільський голова, 1958 року народження, освіта вища, член Партії регіонів          | 31.10.2010   |                 |

Примітка: таблиця складена за даними джерела